# Feel Good Inc.
«Feel Good Inc.» — песня британской виртуальной альтернативной рок-группы Gorillaz с участием американской хип-хоп-группы De La Soul. Песня была выпущена в качестве ведущего сингла со второго студийного альбома группы Demon Days 9 мая 2005 года, за два дня до выхода альбома. Сингл достиг 2-го места в Великобритании и 14-го в США, возглавив американский чарт Billboard Modern Rock Tracks в течение восьми недель подряд и появившись в рейтинге Billboard Hot 100 по итогам 2005 и 2006 годов. Песня достигла пика в топ-10 в 15 странах, достигнув № 1 в Испании и Греции. «Feel Good Inc.» была сертифицирована как пятикратно платиновая в Канаде и дважды платиновая в Великобритании. «Feel Good Inc.» в настоящее время имеет более 1,4 миллиарда прослушиваний на Spotify.
Композиция была очень хорошо воспринята критиками и считается одной из лучших работ коллектива. Песня была включена в список лучших песен 2000-х годов Pitchfork Media и Rolling Stone. «Feel Good Inc.» выиграла премию Грэмми 2006 года в номинации «Лучшее совместное вокальное поп-исполнение».

## Видеоклип

### Предыстория
Основными темами видеоклипа являются интеллектуальная свобода и отупление массовой культуры. Как говорил Джейми Хьюлетт в интервью, вдохновение для некоторых сцен пришло от Хаяо Миядзаки, в особенности от ветряных мельниц, которые сравнимы с аниме Миядзаки «Небесный замок Лапута». 26 апреля 2022 года видео было повторно загружено на YouTube-канал Gorillaz с комментариями от члена группы Мёрдока Никкалса.

### Краткое содержание
В начале клипа камера поднимается на вершину башни Feel Good Inc., при этом на фоне можно услышать сэмпл из песни «A Fistful of Peanuts» (ремикса на «Clint Eastwood» от Spacemonkeyz). Камера фокусируется внутрь башни, где 2-D жаждет свободы, чтобы попасть к Нудл на летающий остров с мельницей. Персонажи, лежащие на полу, представляют тех, кто уже был «оглушён», в то время как участники группы — это те, кто пробудился. 2-D пытается пробудить всех людей от их полумёртвого состояния, крича на них через свой мегафон, в стиле политического активиста. Остров с мельницей преследуют зловещие вертолёты, сильно напоминающие эпоху Корейской войны Bell 47, контролируя поведение внутри и следя за тем, чтобы никто не сбежал. Неясно, препятствуют ли они побегу Нудл или прогоняют её.
Вернувшись в башню, De La Soul появляются в виде больших, чем в жизни, кажущихся всемогущими изображений на окружающих телевизионных экранах, смеющихся над участниками группы Gorillaz. Их насмешки приводят 2-D в дикое, гипнотическое безумие, когда он пытается сопротивляться желанию быть ошеломлённым. В конце видео 2-D, избитый своим окружением, возвращается в то состояние, в котором он был, когда началось видео, повторяя слова «Feel good», пока видео, наконец, не заканчивается, в точности повторяя вступление. Повторение «Feel good» означает, что 2-D убеждает себя в том, что всё в порядке (как будто он промывает себе мозги, чтобы поверить в это), вместо того, чтобы столкнуться с суровой правдой ситуации. Музыкальное видео на песню «El Mañana» является продолжением этого видеоклипа — в нём изображены два боевых вертолёта, догоняющие парящий остров Нудл и атакующие его.

## Список композиций
CD Single
1. «Feel Good Inc.» — 3:27
2. «Spitting Out the Demons» — 5:10

Japanese E.P.
1. «Feel Good Inc.» — 3:27
2. «Spitting Out the Demons» — 5:10
3. «Bill Murray» — 3:53
4. «Murdoc Is God» — 2:26
5. «Feel Good Inc.» (Video) — 4:15

iTunes E.P.
1. «Feel Good Inc.» — 3:41
2. «Feel Good Inc.» (Video) — 6955

## Чарты
| Чарт (2005)                            | Наивысшая позиция |
| -------------------------------------- | ----------------- |
| U.S. Billboard Hot 100                 | 14                |
| U.S. Billboard Hot Dance Singles Sales | 3                 |
| U.S. Billboard Hot Modern Rock Tracks  | 1                 |
| U.S. Billboard Hot R&B/Hip-Hop Songs   | 53                |
| U.S. Billboard Rhythmic Top 40         | 17                |
| U.S. Billboard Top 40 Mainstream       | 4                 |
| U.S. Billboard Top 40 Tracks           | 9                 |
| U.S. Billboard Hot Adult Top 40 Tracks | 18                |
| Australia ARIA Top 50 Singles Chart    | 3                 |
| Austria Top 75 Singles Chart           | 4                 |
| Belgium Top 50 Singles Chart           | 6                 |
| Canadian Singles Chart                 | 6                 |
| Denmark Top 20 Singles Chart           | 19                |
| Finland Top 20 Singles Chart           | 4                 |
| Germany Top 100 Singles Chart          | 8                 |
| Ireland Top 50 Singles Chart           | 4                 |
| Italy Top 50 Singles Chart             | 5                 |
| Netherlands Top 40 Singles Chart       | 5                 |
| New Zealand RIANZ Top 40 Singles Chart | 2                 |
| Norway Top 20 Singles Chart            | 4                 |
| Spain Top 50 Singles Chart             | 1                 |
| Sweden Top 40 Singles Chart            | 14                |
| Switzerland Top 100 Singles Chart      | 12                |
| UK Singles Chart                       | 2                 |
| Eurochart Hot 100 Singles Chart        | 5                 |
| Official World Top 100 Airplay Songs   | 4                 |

## Награды и номинации

### Награды
- - 2005 MTV Video Music Awards
  - Breakthrough Video
  - Best Special Effects in a Video
- 48-я церемония «Грэмми»
  - Лучшее вокальное поп-исполнение

### Номинации
- 48-я церемония «Грэмми»
  - Лучшая запись года
  - Лучшее короткое музыкальное видео